# Lichtbol

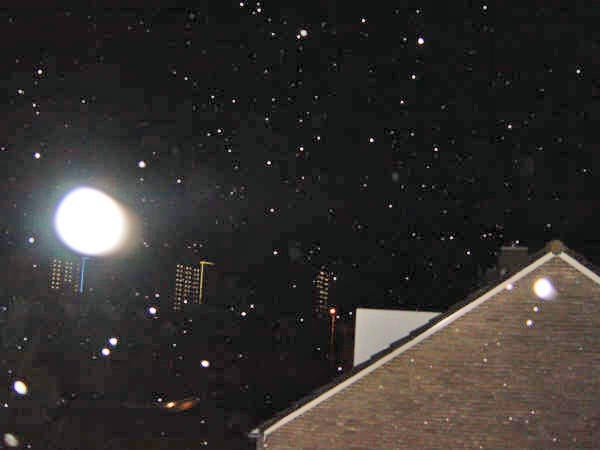
Lichtbol (opgenomen in Vinkhuizen in november 2005)

Een lichtbol, in het Engels een light orb, is een optisch verschijnsel dat zich voordoet bij het maken van foto's, bestaande uit typische cirkelvormige witte, of doorzichtige vlekjes.
Meestal betreft het kleine stof-, water- of sneeuwdeeltjes die vrij door de lucht rondzweven en waarop het licht van de flitser weerkaatst. De kans is groot dat zij zich op een gegeven moment op een afstand van de lens bevinden die tot een vage afbeelding leidt. Die afbeelding wordt bolvormig doordat het deeltje dicht bij de lens is.
Omdat niet iedereen deze verklaring kent, denken sommigen dat er een bovennatuurlijke reden voor het verschijnsel moet zijn. Er zijn mensen die menen een geest te hebben gefotografeerd. De neiging het paranormale erbij te halen, wordt versterkt door de verklaringen van sommige mediums rondom het optische verschijnsel.
De fotografie van lichtbollen is geen nieuw fenomeen dat met de recente komst van de digitale camera’s is ontstaan. Voorheen werden op analoge foto's veelvuldig lichtbollen vastgelegd. Door de digitale fotografie ontstond er echter een hausse van deze soort foto's.

## Natuurlijke lichtbollen
- Komen het meeste voor bij het gebruik van een digitale camera met een ingebouwde flits.
- Grootte speelt ook een rol: kleine toestellen hebben een veel kleinere afstand tussen lens en ingebouwde flits, wat de reflectiehoek in de lens verkleint.

### Natuurlijke oorzaken
- Vaste lichtbollen: drogedeeltjesmaterie, zoals stof, pollen en insecten
- Vloeibare lichtbollen: druppels vloeistof, meestal regen
- Vreemd materiaal op de lens van de camera
- Vreemd materiaal in de lens van de camera
- Vreemd materiaal in het lichaam van de camera

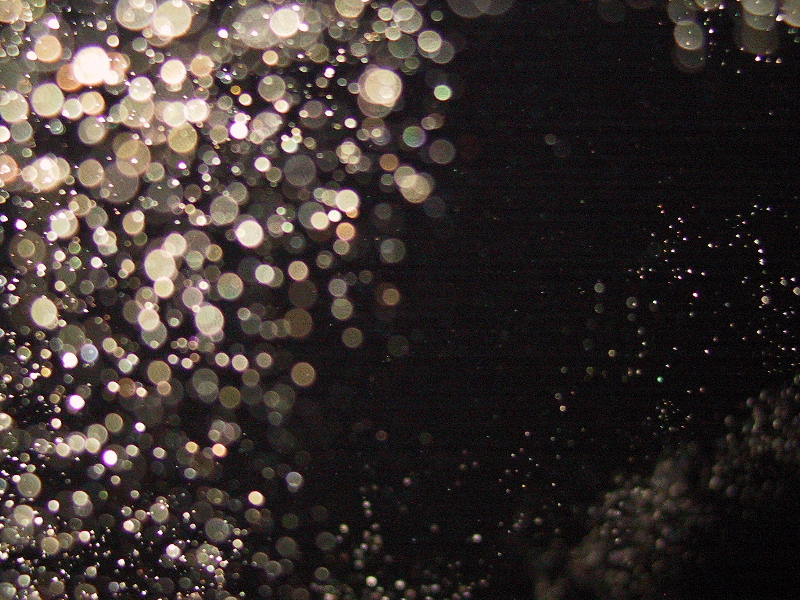
Orbs veroorzaakt door een stofstorm
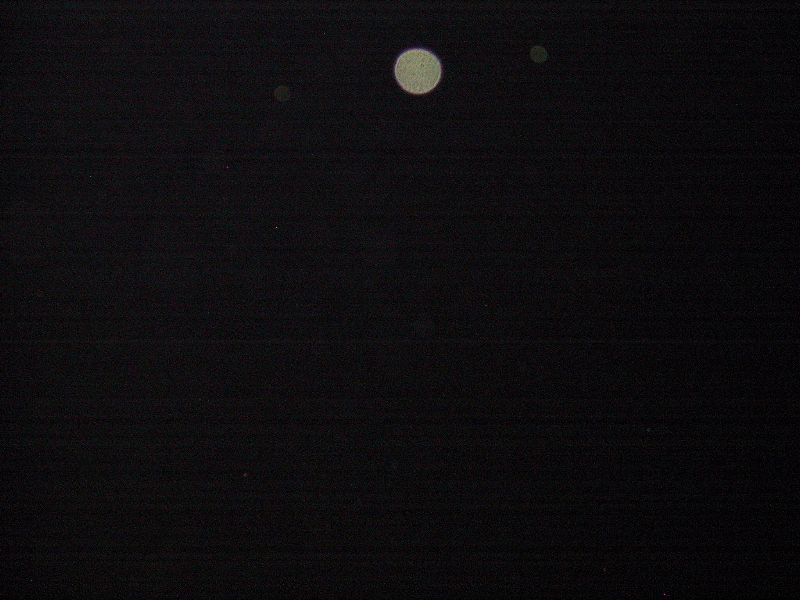
Stof-orb
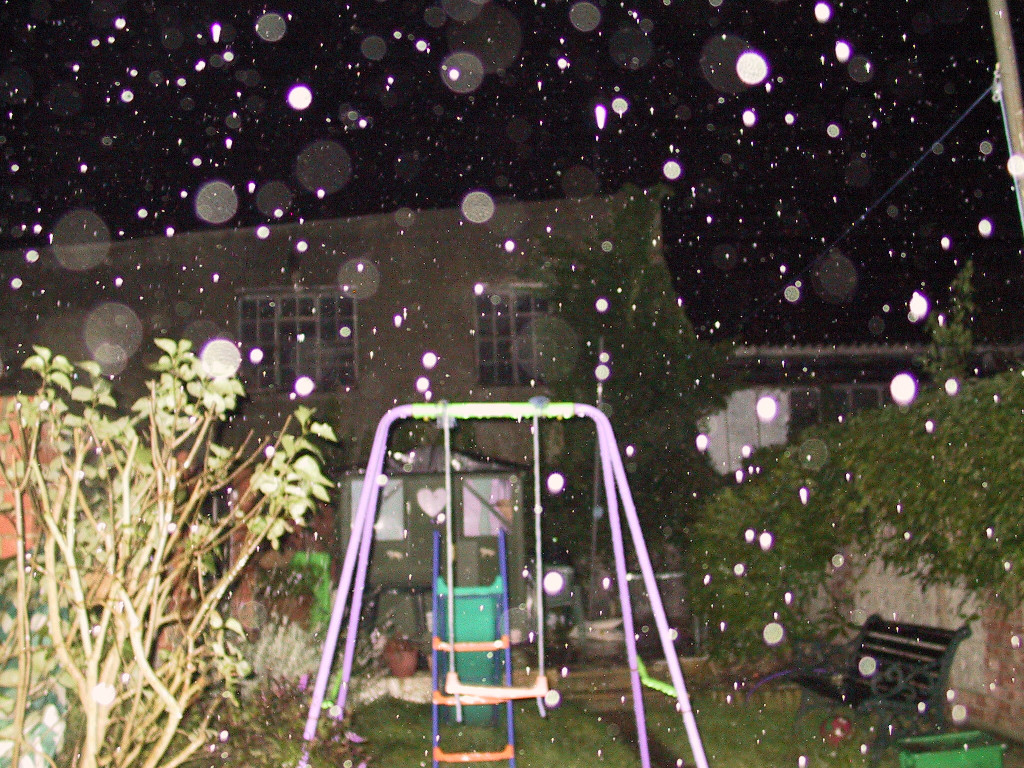
Regenorbs
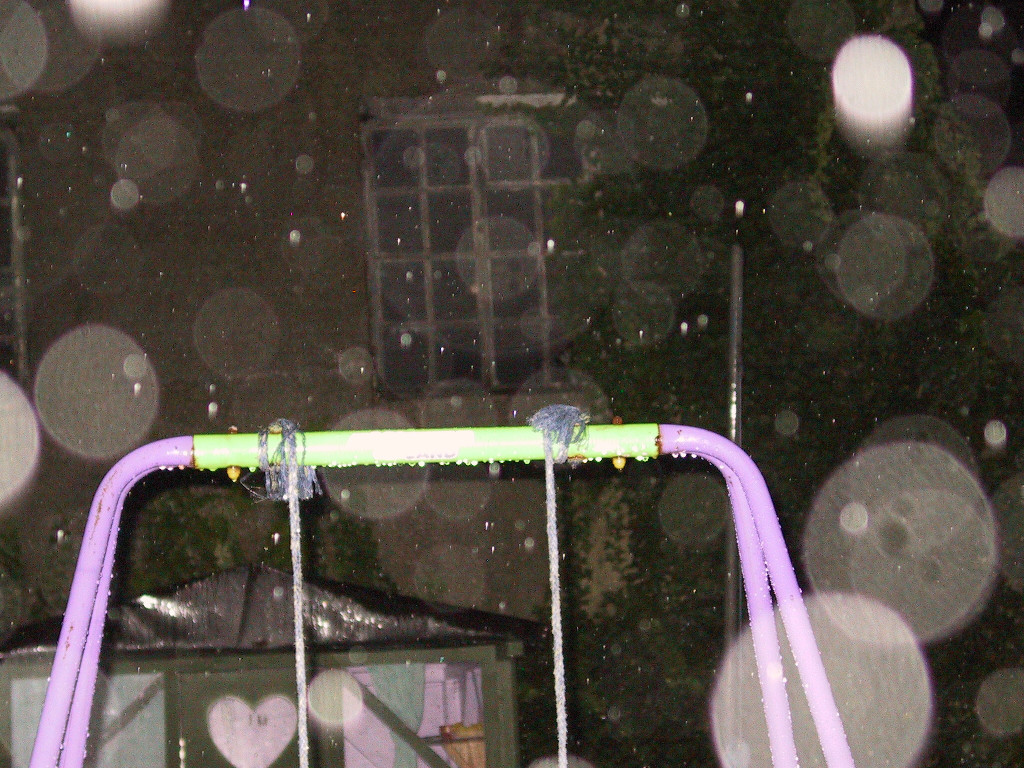
Regenorbs bij inzoomen
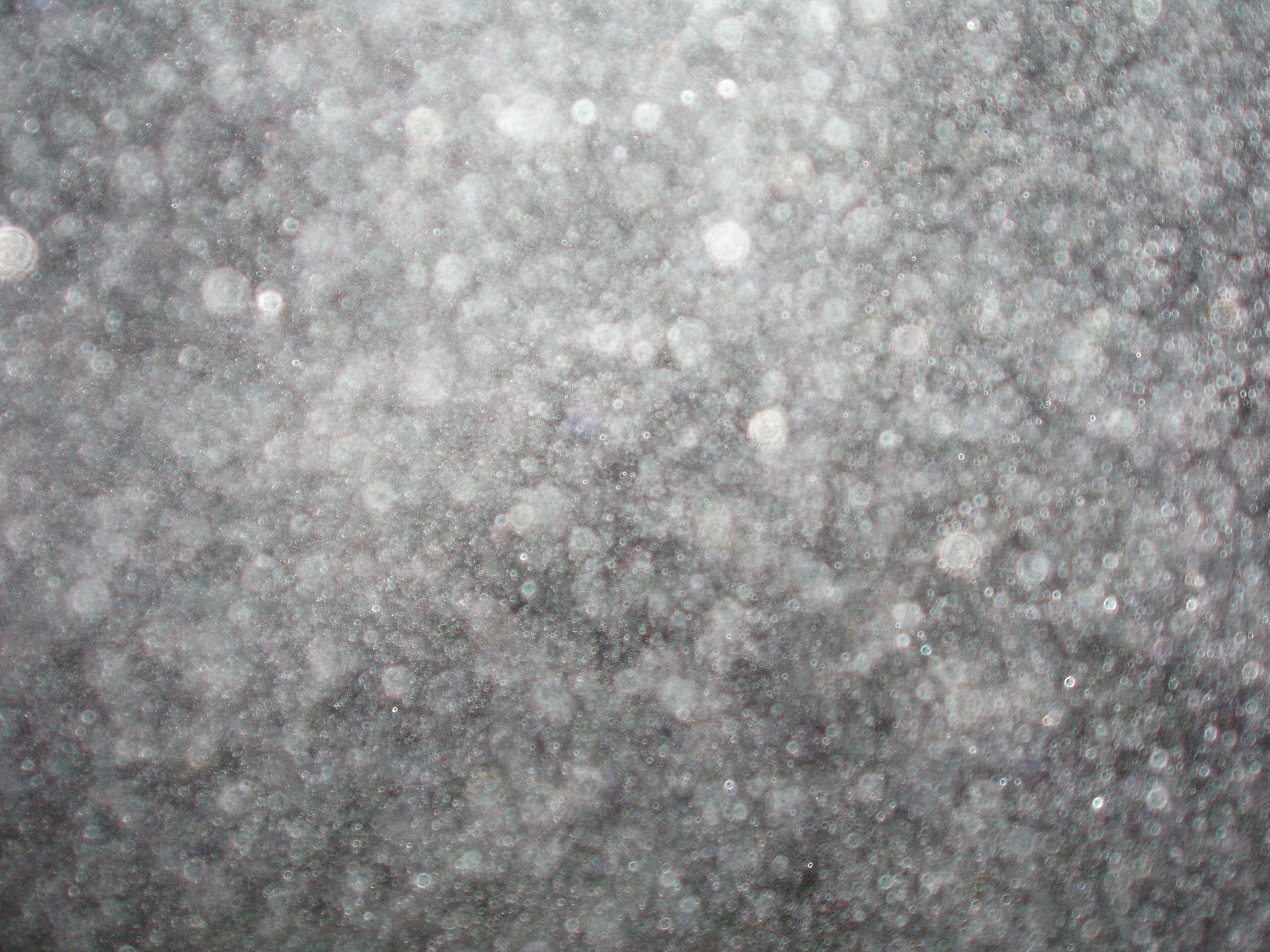
Orb van dik steenkoolstof
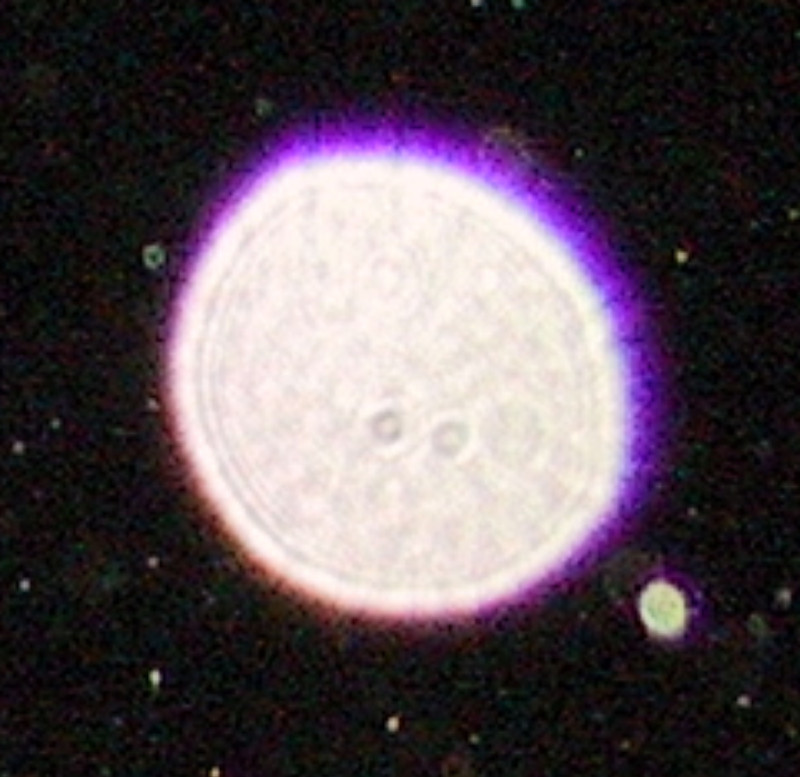
Close-up orbs
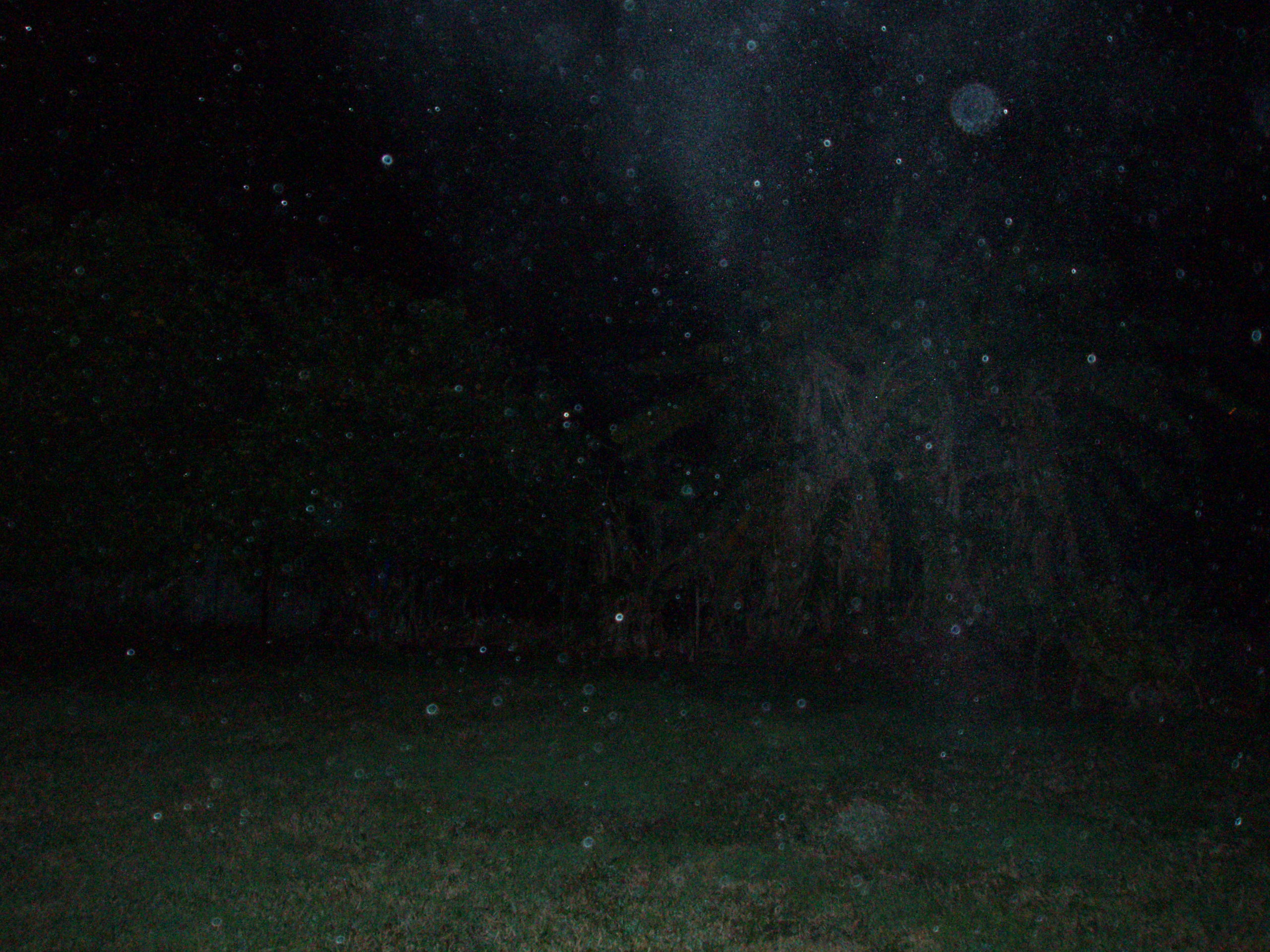
Opwaaiend stof

## Betekenis Lichtbollen
Er bestaan zowel analoge als digitale opnames van lichtbollen. Niet iedereen denkt dat deze te verklaren zijn door bovengenoemde technische duiding.
Sommigen noemen deze lichtbollen 'Orbs' en beschouwen deze verschijningen op hun beeld als 'multidimensionale bewustzijnsvormen'.  Fotografie is voor hen het medium waardoor bewustzijnsvormen uit andere werelden zichtbaar worden. Auteur en vakfotograaf Rudi Klijnstra, die als eerste in Nederland over Orbs schreef, legt een verband met Deva's (Sanskriet: 'halfgod') en Dakini's (Tibetaans: 'luchtdansers'), die nog steeds, onder andere in de Himalaya worden vereerd door yogi's, lama's en sjamanen. Zij beschouwen de lichtbollen als een vrouwelijke spirituele energievorm afkomstig van Moeder Aarde en die zorg draagt voor de natuur, wat vergelijkbaar is met het Elfenrijk waarmee de westerse mens het contact heeft verloren. 